# Gonatorrhina paramonensis
Gonatorrhina paramonensis là một loài ruồi trong họ Tachinidae.